# Drienov
Drienov es un municipio del distrito de Prešov en la región de Prešov, Eslovaquia, con una población estimada a final del año 2024 de 2275 habitantes.
Se encuentra ubicado en el centro-sur de la región, en el valle del río Torysa (cuenca hidrográfica del río Tisza) y cerca de la frontera con la región de Košice.

## Demografía
| Año        | 1994 | 2004     | 2014    | 2024    |
| ---------- | ---- | -------- | ------- | ------- |
| Población  | 1843 | 2099     | 2160    | 2275    |
| Diferencia |      | +13,89 % | +2,90 % | +5,32 % |

| Año        | 2023 | 2024    |
| ---------- | ---- | ------- |
| Población  | 2256 | 2275    |
| Diferencia |      | +0,84 % |